# Ptilostemon hispanicus
Ptilostemon hispanicus là một loài thực vật có hoa trong họ Cúc. Loài này được (Lam.) Greuter miêu tả khoa học đầu tiên năm 1967.